# Ab initio multiple spawning
Il metodo ab initio multiple spawning, o AIMS, è una formulazione dipendente dal tempo della chimica quantistica.
Nell'AIMS, il problema della dinamica nucleare e della struttura elettronica sono risolti simultaneamente. In questo modo, la dinamica nucleare include effetti quantomeccanici, in particolare gli effetti non adiabatici che sono cruciali nel modellare una  dinamica molecolare che coinvolge più stati elettronici.
L'AIMS consente di descrivere la fotochimica partendo dai principi primi della dinamica molecolare, senza parametri empirici.
Il metodo è stato sviluppato dal chimico Todd Martinez.